# Scary Hours
Scary Hours es el segundo extended play grabado por el rapero canadiense Drake. Fue lanzado por primera vez el 19 de enero de 2018 y cuenta con las canciones "God's Plan" y "Diplomatic Immunity”. El EP fue revelado al público por redes social poco antes de que fuera lanzado.

## Antecedentes
Tras su álbum de 2016 "Views" y su playlist de 2017 "More Life", Drake anunció el lanzamiento sorpresa de las dos canciones en un nuevo EP titulado "Scary Hours" el 19 de enero de 2018 con las canciones "God's Plan" y "Diplomatic Immunity". Varias agencias de noticias de celebridades comentaron sobre el hecho de que Drake menciona su relación con la cantante Jennifer Lopez en la letra de "Diplomatic Immunity". Tres días después del lanzamiento, Drake fue acusado de robar el cover art de otro artista.

## Lista de canciones
| Digital download |                       |               |          |  |
| N.º              | Título                | Productor(es) | Duración |  |
| 1.               | «God's Plan»          | Cardo         | 3:18     |  |
| 2.               | «Diplomatic Immunity» | Boi-1da       | 4:15     |  |